# Spanische Fußballnationalmannschaft (U-19-Junioren)

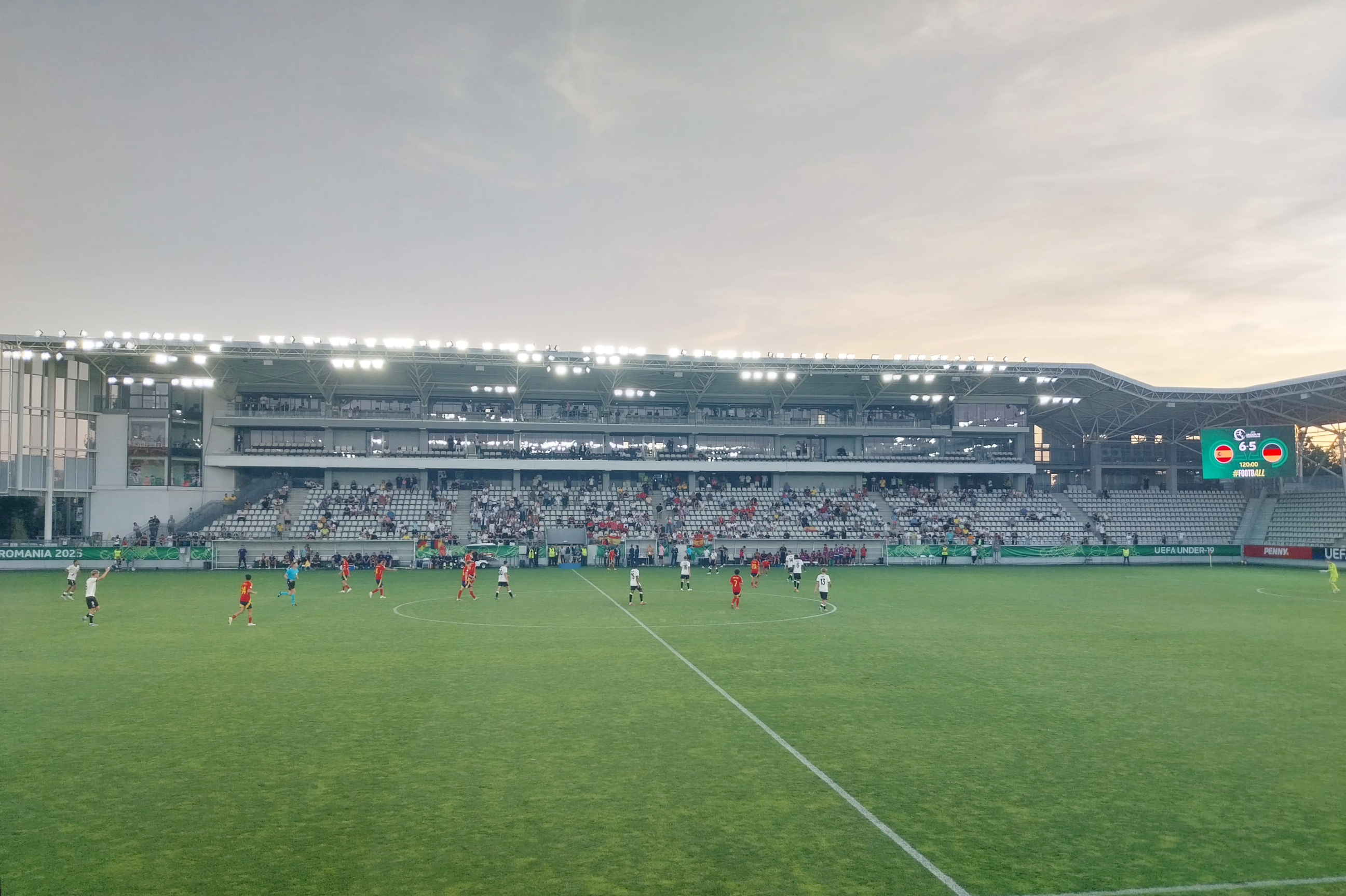
Die spanische U-19-Juniorennationalmannschaft bei der EM 2025 im Halbfinale gegen Deutschland (6-5)

Die spanische Fußballnationalmannschaft der U-19-Junioren (spanisch Selección de fútbol sub-19 de España) ist die Auswahl spanischer Fußballspieler der Altersklasse U19. Sie repräsentiert die Real Federación Española de Fútbol auf internationaler Ebene, beispielsweise in Freundschaftsspielen gegen die Auswahlmannschaften anderer nationaler Verbände, aber auch bei der seit 2002 in dieser Altersklasse ausgetragenen Europameisterschaft. Die spanische Mannschaft konnte bereits bei der ersten Ausgabe den Titel gewinnen, danach noch siebenmal und stellte sechsmal den Torschützenkönig der Endrunde. Da die Spanier am häufigsten (12×) ein Freilos für die zweite bzw. Eliterunde erhielten, haben sie im Vergleich mit den anderen Mannschaften, die seit 2002 dabei sind, die wenigsten Erstrundenspiele bestritten.

## Teilnahme an U-19-Europameisterschaften
- 2002:  Europameister; Fernando Torres Torschützenkönig
- 2003: nicht qualifiziert  (in der Eliterunde gescheitert)
- 2004:  Europameister
- 2005: nicht qualifiziert (in der Eliterunde gescheitert)
- 2006:  Europameister; Alberto Bueno Torschützenkönig
- 2007:  Europameister
- 2008: Gruppenphase
- 2009: Gruppenphase
- 2010:  Vize-Europameister; Dani Pacheco Torschützenkönig
- 2011:  Europameister, Álvaro Morata Torschützenkönig
- 2012:  Europameister; Jesé Torschützenkönig
- 2013: nicht qualifiziert (in der Eliterunde gescheitert)
- 2014: nicht qualifiziert (in der Eliterunde gescheitert)
- 2015: Europameister; Borja Mayoral Torschützenkönig
- 2016: nicht qualifiziert (in der Eliterunde gescheitert)
- 2017: nicht qualifiziert (in der Eliterunde gescheitert)
- 2018: nicht qualifiziert (in der Eliterunde gescheitert)
- 2019:  Europameister
- 2020: Meisterschaft wegen COVID-19-Pandemie abgesagt (für die abgesagte Eliterunde qualifiziert)
- 2022: nicht qualifiziert (in der Eliterunde gescheitert)

| Bilanz     | Bilanz | Bilanz | Bilanz | Bilanz      | Bilanz | Bilanz    | Bilanz       |
| Runde      | Spiele | Siege  | Remis  | Niederlagen | Tore   | Gegentore | Tordifferenz |
| ---------- | ------ | ------ | ------ | ----------- | ------ | --------- | ------------ |
| 1. Runde   | 025    | 20     | 03     | 02          | 074    | 10        | 064          |
| Eliterunde | 055    | 39     | 10     | 06          | 135    | 45        | 090          |
| Endrunde   | 050    | 35     | 11 1   | 04          | 113    | 52        | 061          |
| Gesamt     | 130    | 94     | 24     | 12          | 322    | 107       | 215          |